# Schönficht (Plößberg)

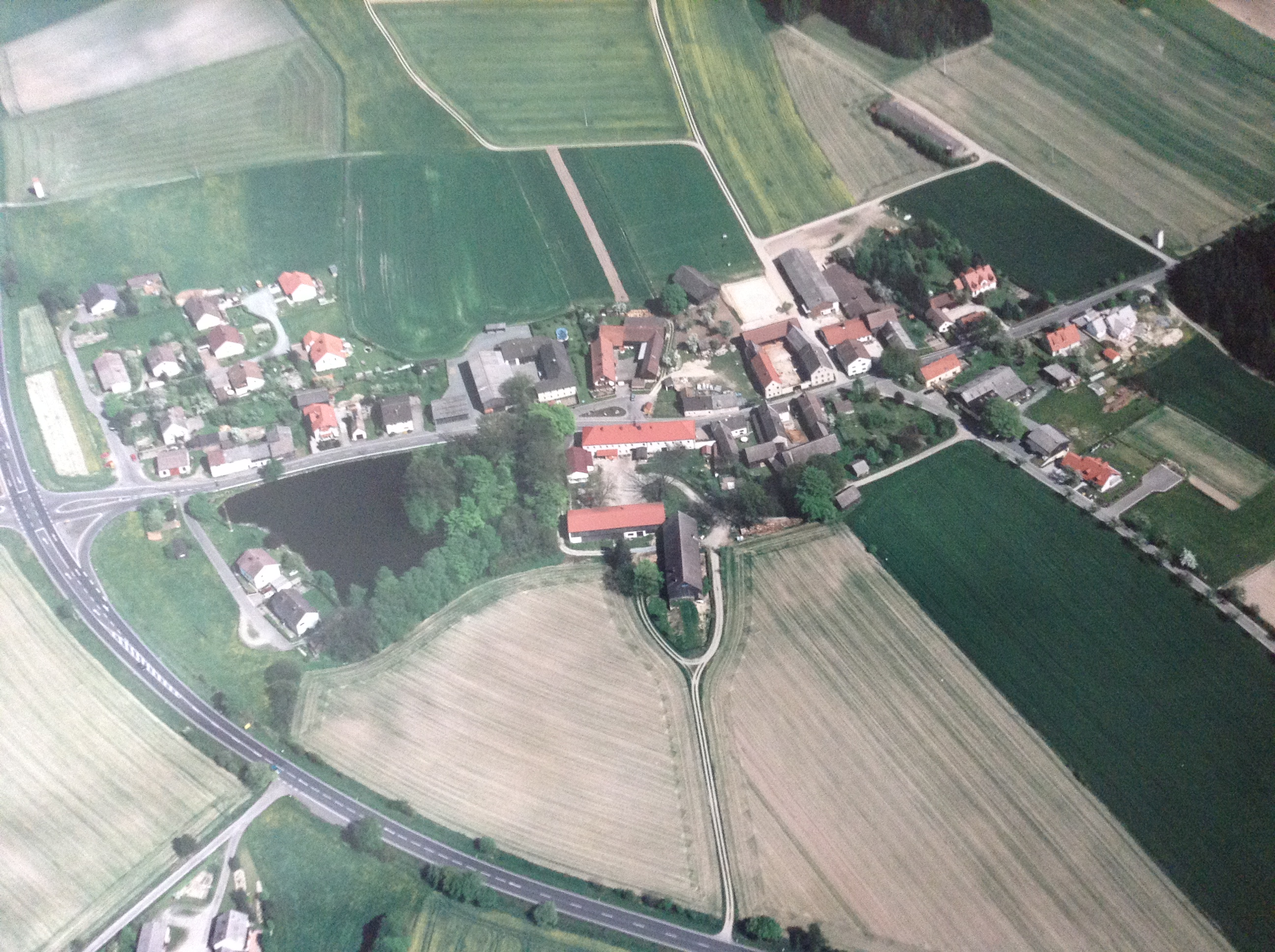
Luftbild des Ortes – die Struktur als Straßendorf ist deutlich zu erkennen; die Dreiseithöfe stammen aus dem 19. Jh., die ursprünglichen Wohnstallhäuser sind zum Teil noch erhalten (1995)

Das Dorf Schönficht in der nördlichen Oberpfalz ist ein Gemeindeteil des Marktes Plößberg im Landkreis Tirschenreuth und war bis 1978 eine eigenständige Gemeinde.

## Lage
Schönficht liegt auf einem Hochplateau an der Nordwestflanke des Oberpfälzer Waldes, das nach Westen und Süden in einem flachgewellten Hügelland zur Waldnaab hin abfällt. Die vorherrschende Gesteinsart ist ein grobkörniger, stark verwitterter Granit, der von vereinzelten Quarzadern durchzogen ist. Der felsige Untergrund ist nur im Tal des Frombachs zu sehen, der zwischen den ehemaligen Ortsteilen Konnersreuth und Bodenreuth verläuft. Häufigste Bodenart ist die Braunerde, die sich mit Pseudogley abwechselt. Auf den Flächen mit wasserundurchlässigem Pseudogley wurde auch die Mehrzahl der Fischteiche angelegt. Da das Gelände wenige natürliche Barrieren aufweist, treten um Schönficht starke, vornehmlich west-östlich gerichtete Winde auf, darunter auch der Böhmische Wind.

## Geschichte
Im Jahr 1245 wurde Schönficht das erste Mal urkundlich erwähnt, das Kloster Waldsassen vertauschte in diesem Jahr mehrere Dörfer an den Herren von Liebenstein, darunter auch Schönficht. Endgültig erwarb das Kloster 1402 die Grundherrschaft über das Dorf und richtete in der dazugehörigen Burg eine Pflege ein.
→ zur spätmittelalterlichen Geschichte Schönfichts siehe auch Burgstall Schönficht
Nach der Aufhebung des Klosters im Jahr 1571 begann im gesamten Stiftland eine erste Welle der Säkularisation, so gelangte 1583 der Schwaighof (das spätere Wirtshaus entstand daraus nach dem Jahr 1600) durch Kauf in private Hände und 1670 folgte die Schmiede. Nur der heutige Staatswald verblieb letztlich bei der Grundherrschaft, an ihm hatten aber zugleich die Bauern Holzrechte.
Auf seiner Krönungsreise zog im Herbst 1619 Kurfürst Friedrich V. auf seinem Weg von Heidelberg über Eger nach Prag auch durch Schönficht. Im Mai 1621 wurde Schönficht während des Dreißigjährigen Krieges von mansfeldischen Truppen besetzt und geplündert. Im Juni 1632 reiste Kurfürst Maximilian von Bayern, der neue Landesherr seit 1628, durch Schönficht, um sich in Waldsassen mit dem kaiserlichen Feldherren Wallenstein zu treffen. Die Truppen der beiden Heerführer wüteten mehrere Wochen lang im Stiftland und mussten versorgt werden. 1634 wurde das Nachbardorf Beidl über Monate von Soldaten besetzt und nach ihrem Abzug blieb noch die Pest. Nach einer Schadensliste aus dem Jahr 1646 entstand allein im Dorf Schönficht während eines Winters ein Schaden von über 1300 Gulden, ein Betrag, für den man damals zwei große Bauernhöfe hätte kaufen können.

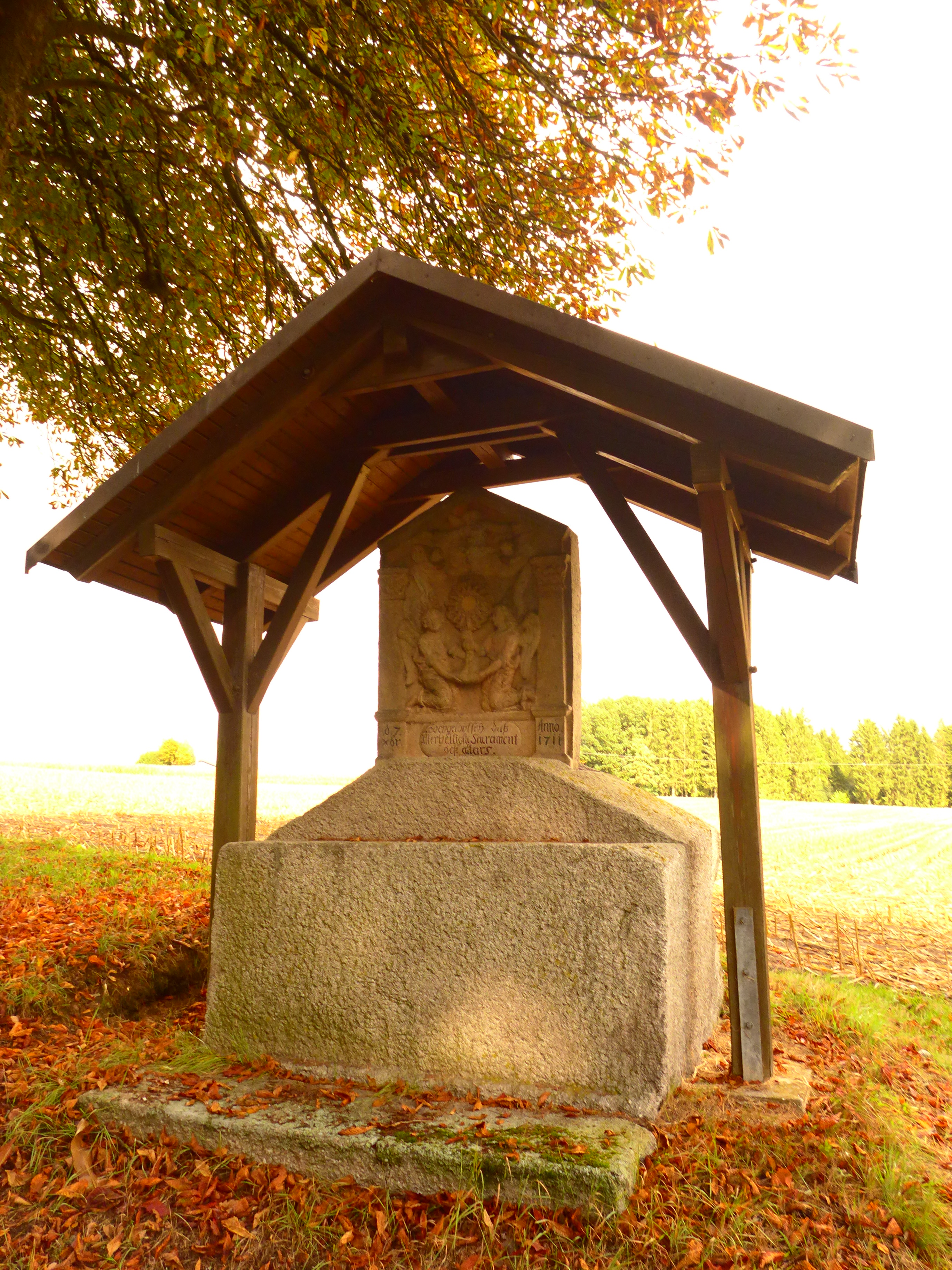
Fluraltar bei Schönficht aus dem Jahr 1711

Ende des 17. Jahrhunderts wurde die Burgruine vom Schwaighofbauern abgerissen und der ehemalige Burggraben nach Norden zum heutigen Dorfteich erweitert. Dafür wurde ein Teil des Angers, der Gemeinschaftsgrund war, aufgelöst, wobei die anderen Bauern mit einem Fischrecht abgefunden wurden. Während des Spanischen Erbfolgekrieges wurde das Stiftland 1703 von Österreichern besetzt und anschließend für zehn Jahre wieder an die Kurpfalz abgetreten. Im Jahr 1707 wurde eine Postkutschenstation auf der Strecke Regensburg nach Eger errichtet, zunächst einmal wöchentlich, ab 1812 zweimal wöchentlich verkehrten die Kutschen für Pakete und Reisende. In dieser Zeit entstand 1711 auch der steinerne Fluraltar am südlichen Ortseingang, Auftraggeber war der Pfarrer von Beidl. Es ist das älteste Monument dieser Art in der Pfarrei. Möglicherweise ist dies auf einen Rechtsstreit zwischen dem Pfarrer und dem Schwaighofbauern zurückzuführen, der 1703 ausgefochten wurde. Dabei ging es um die 600 (!) Schafe des Gastwirts, die sich widerrechtlich auf Pfarrgrund „verirrt“ hatten. 1783 durchquerte Johann Wolfgang von Goethe auch Schönficht, was aber außer einer Bemerkung über die gute Straße keinen literarischen Nachhall hatte. Zwischen 1774 und 1789 befand sich in Schönficht auch eine Mautstation, die jedoch anschließend wieder nach Eppenreuth verlegt wurde.
Schönficht war um das Jahr 1800 ein Verkehrsknotenpunkt in der nördlichen Oberpfalz. So wurde nach 1780 die Hauptstrecke von Regensburg nach Eger neu gebaut und über Schönficht und Falkenberg geführt. 1817–1818 wurde die Abzweigung nach Tirschenreuth neu gebaut, zwischen 1818 und 1855 die Abzweigung nach Beidl und Schönkirch, 1819–1835 die Abzweigung in Richtung Wildenau und Floss und 1825–1857 die Abzweigung über Schnackenhof nach Windischeschenbach, der heutige Autobahnzubringer.
Im Jahr 1808 entstand der Gemeinde- und Steuerdistrikt Schönficht. Gemeindeteile waren:
- Schönficht
- Bodenreuth (bis 1972)
- Schnackenhof
- Konnersreuth
- Holzmühl und Hanfmühl (bis 1972)

Nach den Napoleonischen Kriegen nahm der Postkutschenverkehr und die Anzahl der Linien stetig zu, bis durch die Erweiterung des Eisenbahnnetzes wieder ein Rückgang eintrat. Am 1. Juli 1880 wurde die königliche Postexpedition Schönficht aufgehoben. Dafür war aber schon 1837 eine Poststation in Schönficht entstanden. In Schönficht eingegangene Post wurde ab 1850 mit der Nummer 308 abgestempelt, ab 1856 mit der Nummer 468 und ab 1869 mit dem Ortsdatumstempel. 1899 entstand nach mehrjähriger Pause wieder eine Posthilfstelle, die 1907 durch eine Telegrafen und Telefonsprechstelle ergänzt wurde. Das endgültige Aus kam 1969 mit dem Tod des letzten Posthalters.

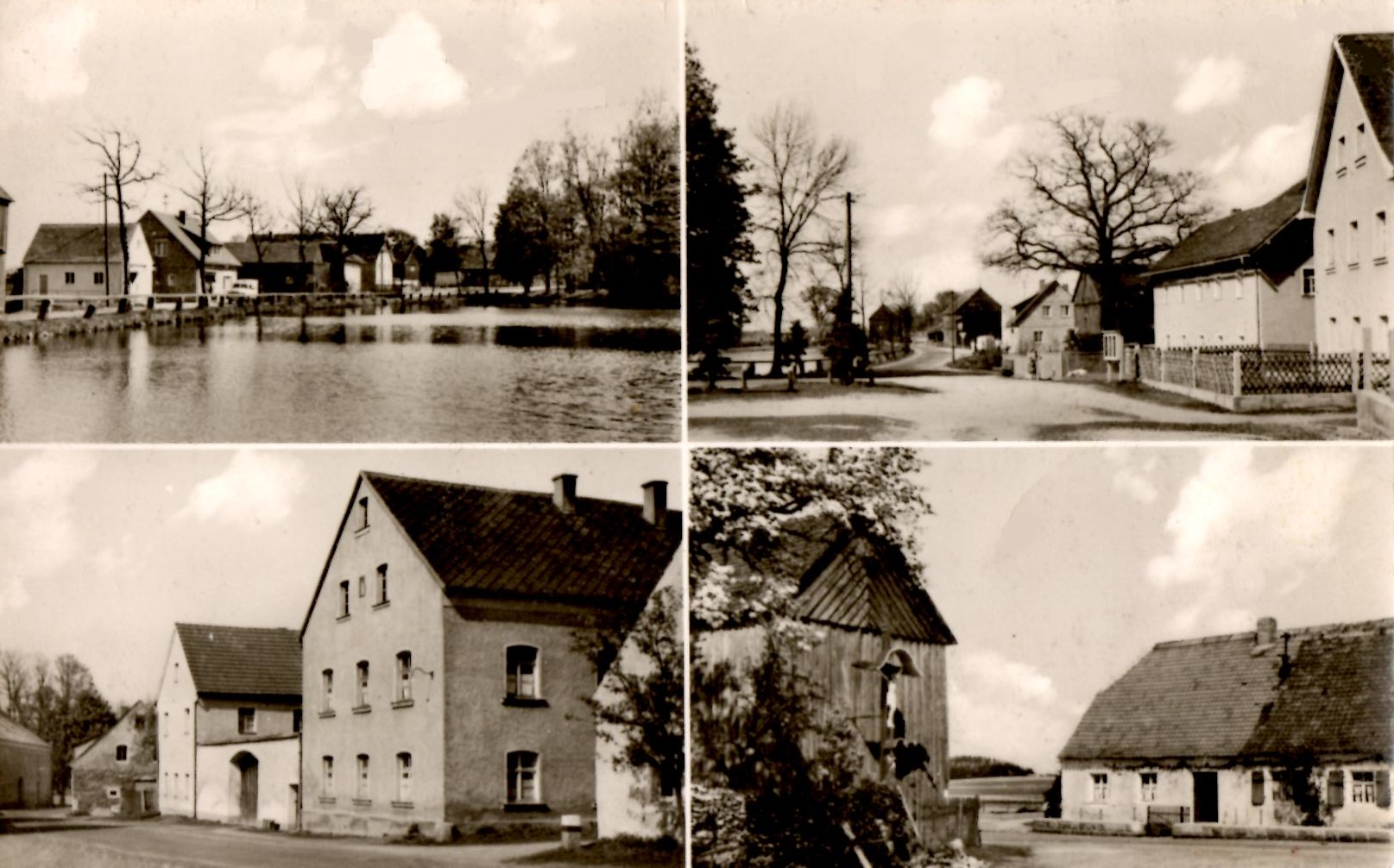
Historische Ansichten von Schönficht um das Jahr 1958

Seit 1866 wurde gemeinsam mit Beidl ein Standesamt eingerichtet, die Schule war bereits seit dem 16. Jahrhundert in Beidl angesiedelt. 1877 kam es zu einem schweren Brand, bei dem zwei Drittel des Dorfes Schönficht (sieben Höfe) niederbrannten. Die Freiwillige Feuerwehr Schönficht gründete sich im Jahr 1900, vorher bestand eine Pflichtfeuerwehr gemeinsam mit Beidl, das Feuerwehrhaus stand in Schönficht. Die elektrische Stromversorgung wurde 1916 eingerichtet, die Wasserversorgung erst 1947/48. Bis dahin nutzte jeder Hof seinen eigenen Brunnen. Während des Ersten Weltkriegs fielen sieben Schönfichter, im Zweiten Weltkrieg weitere drei Einwohner, dazu kamen noch fünf Männer, die dauerhaft als vermisst galten. Bei einem Tieffliegerangriff im April 1945 brannten drei Höfe nieder, ein größerer Schaden konnte nur mit Glück verhindert werden. Am selben Tag, den 16. April, durchquerte ein Elendszug von ca. tausend KZ-Häftlingen Schönficht auf dem Weg nach Flossenbürg. Kurz zuvor war es im Frombachtal zu einem Massaker durch SS-Wachleute gekommen, allein im Gemeindegebiet von Schönficht wurden später 23 Leichen gefunden. Am 22. April besetzten amerikanische Truppen das Dorf. Für insgesamt 37 Opfer aus drei Gemeinden wurde im Auftrag der Amerikaner ein Jahr später ein Massengrab an der Grenze zu Lengenfeld errichtet, das aber 1957 aufgelöst wurde; die sterblichen Überreste der Opfer wurden nach Flossenbürg überführt.
Beim Neubau der Bundesstraße 15 wurde 1957 eine Ortsumgehung errichtet, zuvor floss der Verkehr über Jahrhunderte hinweg direkt durch das Dorf. Ab 1971 drängte man die Gemeinde Schönficht, sich im Rahmen der Gebietsreform in Bayern der Gemeinde Plößberg anzuschließen. Der Gemeinderat war einstimmig dagegen und auch bei der Bevölkerung stieß die Eingliederung auf wenig Gegenliebe. 1972 mussten Bodenreuth, Holzmühl und Hanfmühl an den Markt Falkenberg abgetreten werden. Mit dem 1. Mai 1978 wurde die Gemeinde Schönficht zwangsweise in den Markt Plößberg eingegliedert. Der Umfang der früheren Gemeinde spiegelt sich heute noch in der Gemarkung Schönficht wider.

## Bürgermeister von Schönficht
- ????–1839: Franz Joseph Prockl (Schönficht)
- 1839–????: Ambros Mark (Bodenreuth)
- ????–1853: Alois Frauendörfer (Schönficht)
- 1853–1854: Franz Josef Schedl (Konnersreuth)
- 1854–1857: Franz Scharnagl (Schönficht)
- 1857–1863: Busl (Bodenreuth)
- 1863–1869: Schön (Schönficht)
- 1869–1874: Konrad (Bodenreuth)
- 1874–1889: Weiß (Holzmühle)
- 1889–1900: Franz Klupp (Schönficht)
- 1900–1912: unbekannt
- 1912–1927: Andreas Pschierer (Konnersreuth)
- 1927–1928: Josef Schön (Schönficht)
- 1928–1945: August Scharnagl (Schönficht)
- 1945–1948: während der Besatzungszeit war Schönficht mit der Gemeinde Beidl vereinigt
- 1948–1972: Hans Schön (Schönficht)
- 1972–1978: Josef Schön (Schönficht)

## Bevölkerungszahlen der Gemeinde
| Jahr      | 1819      | 1867 | 1910     | 1939 | 1946 | 1961      | 1976     | 2016 |
| Einwohner | 241 (107) | 252  | 222 (94) | 219  | 266  | 210 (103) | 134 (90) | 126  |

Der relativ hohe Bevölkerungsstand 1946 war auf den Zuzug von Vertriebenen zurückzuführen, die Zahl für 1976 bezieht sich nur noch auf die Rumpfgemeinde Schönficht, mit Konnersreuth und Schnackenhof. Das zweitgrößte Dorf Bodenreuth war seit 1972 an Falkenberg gegangen. Die Zahlen in Klammern beziehen sich nur auf das Dorf Schönficht.